# Luna Amară
Luna Amară est un groupe roumain de metal alternatif, originaire de Cluj-Napoca, en Transylvanie. Le nom du groupe est inspiré par le film de Roman Polanski et par le roman de Pascal Bruckner.

## Biographie
Le groupe est formé par Nick Făgădar et Gheorghe Farcaș à Cluj-Napoca en septembre 1999 sous le nom de Tanagra Noise. Le nom de Luna Amară (en français : « Lune amère ») est adopté en 2000. Depuis sa formation, le groupe monte sur scène plusieurs centaines de fois tant en Roumanie qu'ailleurs (Allemagne, Bulgarie, Hongrie, Pays-Bas, Turquie etc.), parfois à côté de groupes tels que Faith No More, Clawfinger, Incubus, Paradise Lost, Exploited, Apocalyptica, HIM, Amorphis, Klimt 1918, et Toy Dolls. Le style du groupe est un mélange de heavy metal et de rock alternatif. Luna Amara est le premier groupe roumain à introduire le son de la trompette dans le style rock alternatif.
Les membres du groupe désirent dédier leurs vies à la promotion d'une société européenne moderne en Roumanie ; par conséquent, leurs chansons transmettent souvent un message politique. Luna Amară est aussi impliqué dans des projets écologiques tels que Sauvons Vama Veche, Sauvons Roșia Montană  (protection du patrimoine naturel et culturel) comme dans des projets d'éducation civique et sociale tels que Votez pour eux, organisé afin de convaincre les jeunes de faire leur devoir de citoyens et de participer aux élections.
Luna Amară est l'un des groupes roumains à grand succès de la nouvelle vague rock. Entre juillet et septembre 2004, Luna Amară a été le groupe le mieux vendu dans une chaîne nationale de magasins spécialisés dans la distribution de produits culturels (Hollywood Music & Film). Au cours de la même année, plusieurs de leurs chansons (Folclor, Gri Dorian, Roșu aprins et Ego nr. 4) se sont placés à la première place des classements musicaux établis par des stations radio locales et nationales.
En janvier 2006, ils publient l'album Loc lipsă (Place manquante). La même année le groupe a été invité pour la deuxième fois au Sziget Festival de Budapest.
Après deux albums bien vendus, en 2009 Luna Amară sort un troisième, Don't Let Your Dreams Fall Asleep, contenant neuf chansons en anglais et 3 en roumain. Don't Let Your Dreams Fall Asleep est très favorablement accueilli dans des revues culturelles telles Dilema Veche et certaines chansons de cet album, comme "Chihlimbar", sont restées sur la première place des classements musicaux roumains pour des périodes assez longues (quatre semaines en juin et juillet 2009 dans le classement Romtop de Cityfm).

## Vidéos
- Roșu aprins (mars 2002)
- Gri Dorian (octobre 2002 ; MTV Romania Exclusive Video)
- Ego Nr. 4 (juin 2004)
- Folclor (décembre 2004)
- Loc lipsă (janvier 2006)
- Chihlimbar (à venir)